# BWP-2000
Опытная польская БМП на базе гусеничного шасси тягача МТ-С.

## История создания
Оригинальной машиной, сконструированной в Польше (в Научно-исследовательском центре машиностроения в Гливице), является самоходный миноукладчик «SUM-Калина». Работы над этой машиной начались в 80-х гг. и велись совместно со специалистами ГДР. Учитывая то и дело возникавшие технические, экономические и политические проблемы, судьба машины неоднократно висела на волоске. Из-за прекращения производства гусеничного тягача МТ-С (он являлся базой для проектировавшегося миноукладчика), распада СССР и ГДР основная нагрузка по продолжению проекта легла на Польшу. В конечном итоге появилась машина, получившая обозначение «SUM-Калина». Она предназначалась для перевозки, укладки и маскировки противотанковых мин.
Самоходный миноукладчик «SUM-Калина» не вышел из стадии прототипа. Стремясь получить как можно большую отдачу от вложенных в него сил и средств, Научно-исследовательский центр машиностроения совместно с Военным институтом бронетанковой и автомобильной техники Польши разработал проект БМП на базе корпуса миноукладчика. В результате появилась машина BWP-2000, предпрототип которой был представлен в 1995 г. на ярмарке в Кельцах.

## Конструкция
Корпус машины сварной, выполнен из стальной брони и обладает противопульной и противоосколочной защитой. В случае установки на корпус дополнительной брони защищенность машины на поле боя значительно повышается. На опытном образце БМП установлена итальянская башня фирмы «ОТО Бреда», в которой размещены 60-мм скорострельная пушка T60/70A (начальная скорость полета снаряда HVMSW60 – 1630 м/с, что позволяет пробивать гомогенную броню толщиной до 240 мм) и 7,62-мм спаренный пулемет, а по обеим сторонам башни находятся две бронированные пусковые установки ПТУР «Toy». Подобная башня в опытном порядке устанавливалась на итальянской БМП VCC-80 (следует заметить, что большинство основных элементов системы управления огнём (приборы наблюдения и прицеливания) и вооружения (ПУ ПТУР) на прототипе были макетами).
BWP-2000 имеет классическую компоновку. В передней части корпуса расположены отделения управления (слева) и моторно-трансмиссионное (справа), в средней – боевое, в кормовой – десантное. Там размещаются восемь полностью экипированных пехотинцев, которые осуществляют вход и выход через откидывающеюся аппарель с электромеханическим приводом. Экипаж состоит из трех человек (командир с наводчиком в башне и механик-водитель). Силовой агрегат смонтирован в передней части корпуса. Двигатель S-12K (модификация советского дизеля В-12 мощностью 700 л.с.) расположен вдоль продольной оси машины. Слева от него расположено место механика-водителя, справа – элементы систем двигателя (радиатор, фильтры и т. д.). Трансмиссия состоит из промежуточной передачи, двух планетарных коробок передач и бортовых передач.

## Варианты
В случае принятия БМП на вооружение предусмотрены варианты установки на ней 40-мм, 35-мм, 25-мм и 23-мм пушек, также возможен вариант оснащения 105-мм пушкой (в качестве БМТВ). В зависимости от установленного вооружения и типа башни масса BWP-2000 может колебаться в пределах 25...29 тонн. Машина будет оборудована новой современной системой управления огнём, которая включает стабилизатор вооружения, перископ командира с панорамным обзором, комбинированный прицел с тепловизионной камерой.